# Matias Albina
Pas d'image ? Cliquez ici

a Compétitions nationales et continentales officielles uniquement.

b Matchs officiels uniquement.
Dernière mise à jour le  .
Matias Albina, né le 26 mars 1975 à La Plata (Argentine), est un joueur international argentin de rugby à XV évoluant au poste de demi de mêlée.

## Biographie
Matias Albina connaît dix sélections internationales en équipe d'Argentine, il fait ses débuts  le 19 mai 2001 contre l'équipe d'Uruguay.

## Statistiques en équipe nationale
- 10 sélections en équipe d'Argentine.
- 4 essais.
- 20 points.
- Nombre de sélections par année : 2 en 2001, 3 en 2003, 4 en 2004, 1 en 2005.